# Mellicta sikkimensis
Mellicta sikkimensis är en fjärilsart som beskrevs av Moore 1901. Mellicta sikkimensis ingår i släktet Mellicta och familjen praktfjärilar. Inga underarter finns listade i Catalogue of Life.